# Chromatomyia
Chromatomyia är ett släkte av tvåvingar. Chromatomyia ingår i familjen minerarflugor.

## Bildgalleri

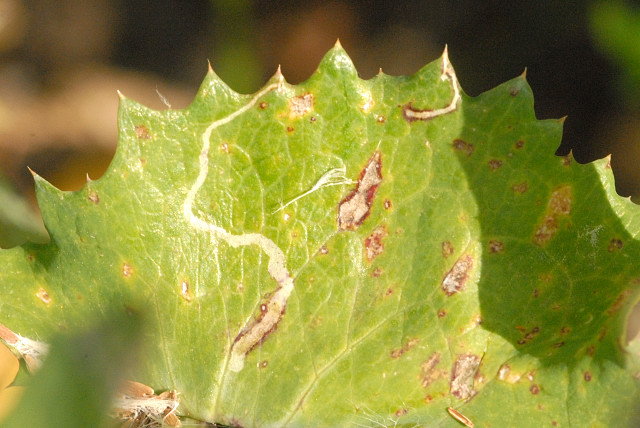
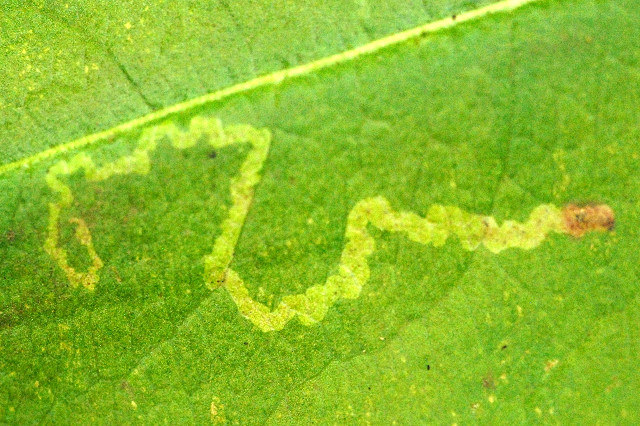

## Dottertaxa tillChromatomyia, i alfabetisk ordning[1][2]
- Chromatomyia actinidiae
- Chromatomyia aizoon
- Chromatomyia alopecuri
- Chromatomyia alpigenae
- Chromatomyia alysicarpi
- Chromatomyia aprilina
- Chromatomyia aragonensis
- Chromatomyia arctagrostidis
- Chromatomyia asteris
- Chromatomyia beigerae
- Chromatomyia blackstoniae
- Chromatomyia caprifoliae
- Chromatomyia castillejae
- Chromatomyia centaurii
- Chromatomyia chamaemetabola
- Chromatomyia cheilanthus
- Chromatomyia ciliata
- Chromatomyia cinnae
- Chromatomyia clemativora
- Chromatomyia clematoides
- Chromatomyia compta
- Chromatomyia crawfurdiae
- Chromatomyia cygnicollina
- Chromatomyia deirdreae
- Chromatomyia doolittlei
- Chromatomyia dorsata
- Chromatomyia dryoptericola
- Chromatomyia elgonensis
- Chromatomyia erigerontophaga
- Chromatomyia eriodictyi
- Chromatomyia farfarella
- Chromatomyia flavida
- Chromatomyia fricki
- Chromatomyia furcata
- Chromatomyia fuscula
- Chromatomyia gentianae
- Chromatomyia gentianella
- Chromatomyia gentii
- Chromatomyia glacialis
- Chromatomyia gregaria
- Chromatomyia griffithsi
- Chromatomyia griffithsiana
- Chromatomyia hecate
- Chromatomyia hoppiella
- Chromatomyia horticola
- Chromatomyia involucratae
- Chromatomyia isicae
- Chromatomyia ixeridopsis
- Chromatomyia kluanensis
- Chromatomyia lactuca
- Chromatomyia leptargyreae
- Chromatomyia lindbergi
- Chromatomyia linnaeae
- Chromatomyia lonicerae
- Chromatomyia luzulae
- Chromatomyia luzulivora
- Chromatomyia merula
- Chromatomyia milii
- Chromatomyia mimuli
- Chromatomyia mitchelli
- Chromatomyia mitellae
- Chromatomyia montana
- Chromatomyia montella
- Chromatomyia nervi
- Chromatomyia nigra
- Chromatomyia nigrella
- Chromatomyia nigrilineata
- Chromatomyia nigrissima
- Chromatomyia nordica
- Chromatomyia norwegica
- Chromatomyia obscuriceps
- Chromatomyia obscuripes
- Chromatomyia ochracea
- Chromatomyia omphalivora
- Chromatomyia opacella
- Chromatomyia orbitella
- Chromatomyia paraciliata
- Chromatomyia perangusta
- Chromatomyia periclymeni
- Chromatomyia poae
- Chromatomyia primulae
- Chromatomyia pseudogentii
- Chromatomyia pseudomilii
- Chromatomyia puccinelliae
- Chromatomyia qinghaiensis
- Chromatomyia ramosa
- Chromatomyia regalensis
- Chromatomyia rhaetica
- Chromatomyia saxifragae
- Chromatomyia scabiosae
- Chromatomyia scabiosarum
- Chromatomyia scabiosella
- Chromatomyia scolopendri
- Chromatomyia senecionella
- Chromatomyia seneciophila
- Chromatomyia shepherdiana
- Chromatomyia skuratowiczi
- Chromatomyia soldanellae
- Chromatomyia spenceriana
- Chromatomyia styriaca
- Chromatomyia subnigra
- Chromatomyia succisae
- Chromatomyia suikazurae
- Chromatomyia symphoricarpi
- Chromatomyia syngenesiae
- Chromatomyia thermarum
- Chromatomyia tiarellae
- Chromatomyia torrentium
- Chromatomyia tschirnhausi